# Alan Morgan
Alan Conger Morgan (ur. 30 marca 1909 w Los Angeles, zm. 22 czerwca 1984 w Rancho Mirage) – amerykański żeglarz sportowy, medalista olimpijski.
Podczas letnich igrzysk olimpijskich w Los Angeles (1932) zdobył złoty medal w żeglarskiej klasie 8 metrów, wspólnie z Owenem Churchillem, Williamem Cooperem, Karlem Dorseyem, Johnem Biby, Robertem Suttonem, Pierpontem Davisem, Alphonse’em Burnandem, Thomasem Websterem, Johnem Huettnerem, Richardem Moore’em i Kennethem Careyem.
Alan Morgan był członkiem klubu California Yacht Club. Uczęszczał do college’u na Uniwersytecie Waszyngtońskim i był pionierem lotnictwa, który rozpoczął karierę zawodową w Douglas Aircraft Company. Był pilotem testowym Loughead Bros. (później Lockheed Corporation) i pilotem zawodowym w Transcontinental Air Transport (TAT), później Trans World Airlines (TWA). Dołączył do Northrop Corporation w 1940 i ostatecznie osiągnął w tym przedsiębiorstwie stanowisko wiceprezesa, przechodząc na emeryturę w 1970 roku.